# (3519) Ambiorix
(3519) Ambiorix (1984 DO) – planetoida z pasa głównego asteroid okrążająca Słońce w ciągu 3,2 lat w średniej odległości 2,17 j.a. Odkrył ją Henri Debehogne 23 lutego 1984 roku.